# 绊脚石 (电视剧)
《绊脚石》（英語：Treadstone）是一部基于《谍影重重》系列的美国动作电视剧。2019年9月24日，USA電視台播放了试播集作为“特别预告”。該劇於2019年10月15日首播。该剧由蒂姆·克林创作，并与拉敏·巴哈尼、本·史密斯、杰弗里·韦纳、贾斯汀·利维、布拉德利·托马斯、丹·弗里德金一起参与制作。2020年5月，本劇在第一季後被取消。

## 剧情
《绊脚石》的剧情探索了（虚构的）中情局秘密行动计划——“绊脚石”的起源和现状。这个计划是一个秘密计划，利用行为改造程序将招募者变成近乎超人的刺客。该剧讲述了潜伏在全球各地特工被秘密地“唤醒”，执行刺杀任务。这些杀手接受的洗脑程序销毁了他们的个性、记忆和道德准则，这样他们就能高效地杀死世界各地的目标。
剧情讲述“绊脚石”的遗留和起源，并以发生在1973年东柏林的起源事件作为开头。约翰·伦道夫·本特利（杰瑞米·欧文饰）牵涉其中，他是从苏联绑架者手中逃脱的特工之一。故事接着转到现在，在紧张的局势下一组特工被“唤醒”。

## 演员
- 杰瑞米·欧文 饰 约翰·兰道夫·本特利
- 特蕾西·伊芙艾策尔（英语：Tracy Ifeachor） 饰 塔拉·科尔曼
- 奥玛尔·梅特瓦利（英语：Omar Metwally） 饰 马特·爱德华兹
- 韩孝周 饰 朴昭允
- 布莱恩·J·史密斯 饰 道格·麦肯纳
- 加布丽埃尔·沙尔尼茨基（法语：Gabrielle Scharnitzky） 饰 佩特拉·安德罗波夫
- 艾米利亚·舒勒（英语：Emilia Schüle） 饰 年轻的佩特拉
- 米歇尔·佛贝丝（英语：Michelle Forbes） 饰 艾伦·贝克
- 迈克尔·加斯顿（英语：Michael Gaston） 饰 丹·莱文
- 帕特里克·福吉特（英语：Patrick Fugit） 饰 史蒂芬·海恩斯（特别出演）
- 苔丝·豪布里奇（英语：Tess Haubrich） 饰 萨曼莎·麦肯纳
- 什鲁蒂·哈桑（英语：Shruti Haasan） 饰 尼拉·帕特尔

## 剧集
| 集數 | 標題             | 導演                   | 編劇                                                         | 首播日期       | U.S.收視人數 （百萬） |
| --- | ---------------- | ---------------------- | ------------------------------------------------------------ | -------------- | --------------------- |
| 1 | 知了计划         | 拉敏·巴哈尼            | 故事構思 ：蒂姆·克林                                         | 2019年9月24日  | 0.81                  |
| 在1973年的东柏林，CIA干员约翰·兰道夫·本特利成功从苏联的人类行为修改计划“知了”中逃脱。而在现在的伦敦，朝鲜的权将军告诉前记者塔拉·科尔曼，“知了”计划又被启动了，它与被关停的“绊脚石计划”，以及一枚冷战时丢失的核导弹有关联。权将军最后被朴素妍杀害。 |                  |                        |                                                              |                |                       |
| 2 | 权的阴谋         | 亚历克斯·格拉夫斯      | 蒂姆·克林                                                    | 2019年10月22日 | 0.53                  |
| 本特利回到了CIA在柏林的据点，却被认为他已被策反。本特利成功逃走。科尔曼找到了权将军身处巴黎的女儿，她们立刻遭到朝鲜特工的追杀。 |                  |                        |                                                              |                |                       |
| 3 | 柏林方案         | 亚历克斯·格拉夫斯      | 丽贝卡·达莫隆和戴夫·卡尔斯坦                                 | 2019年10月29日 | 0.59                  |
| 本特利回到了“知了”计划的设施，却发现它已被搬空。佩特拉·安德罗波夫来到了莫斯科，但她的前上司与她断绝了关系，还计划杀了她。爱德华兹找到了一名马丁·威尔斯博士，他曾为“绊脚石”的对象调节心理状态。他们一同审讯了一名可能是“绊脚石”特工的人。素妍被授命找到对她丈夫的指挥官不利的证据。一名“绊脚石”的善后人员找到了道格·麦肯纳，并被他的妻子萨曼莎杀死。                                                                             |                  |                        |                                                              |                |                       |
| 4 | 肯塔基契约       | 布拉特·安德森          | 故事構思 ：蒂姆·沃什和戴夫·卡尔斯坦 劇本創作 ：蒂姆·沃什     | 2019年11月5日  | 0.42                  |
| 萨曼莎·麦肯纳告诉道格她其实为“绊脚石”担任护工。贝克一直在兰利追踪“绊脚石”的蛛丝马迹。史蒂夫·海恩斯杀了威尔斯博士并逃脱警局，遭到爱德华兹的追击。 |                  |                        |                                                              |                |                       |
| 5 | 本特利挽歌       | 布拉特·安德森          | 帕特里克·艾森                                                | 2019年11月12日 | 0.52                  |
| 回到1973年，本特利在布达佩斯追踪他自己留下的踪迹，却发现自己受“知了”计划的控制，曾在克格勃批准的拷打和杀戮行动中扮演重要角色。来到现在，道格不情愿地接受了“绊脚石”的刺杀任务。尽管他抗拒被灌输的控制程序，他还是杀了目标。素妍被命令把短剑6号的文件交给另一名“绊脚石”特工妮拉·帕特尔。 |                  |                        |                                                              |                |                       |
| 6 | 哈迪斯的觉醒     | 维恩·伊普              | 戴夫·卡尔斯坦和迈克尔·布兰登·圭尔乔                          | 2019年11月19日 | 0.41                  |
| 本特利参加了布达佩斯的一个地下嬉皮士聚会后，服用了一种据称可以帮助他缓解压力的药物。他开始回忆起自己被克格勃抓住并被洗脑成为“知了”计划对象的经历，以及他是如何杀死其他中情局特工的。就在他回忆起一切的时候，克格勃突袭了这个地方，本特利又被佩特拉抓住了。回到现在，道格逃离了来抓捕的黑警，而爱德华兹则计划在海恩斯的帮助下击败“绊脚石”。                                                                                      |                  |                        |                                                              |                |                       |
| 7 | 矛盾的安德罗波夫 | 维恩·伊普              | 故事構思 ：马克·伯纳丁和戴夫·卡尔斯坦 劇本創作 ：马克·伯纳丁 | 2019年11月26日 | 0.50                  |
| 作为她计划的一部分，佩特拉假装帮助本特利逃脱克格勃的追捕，令他相信“知了计划”计划的幕后主使迈斯纳博士活了下来，并把行动转移到了一个新地点，中情局特工马西森被关押的地方。回到现在，素妍凭一己之力卧底，去阻止一直威胁她让她为自己办事的高级军官。而佩特拉跟踪尤里·列尼奥夫到希腊，发现他正在向朝鲜出售短剑6号核导弹。 |                  |                        |                                                              |                |                       |
| 8 | 麦肯娜清除       | 萨利·理查森            | 泰勒·海塞尔和戴夫·卡尔斯坦                                   | 2019年12月3日  | 0.53                  |
| 在试图营救一名被“绊脚石”计划暗杀的男子时，道格杀死了被派去执行命令的特工，并在他妻子萨姆的帮助下取代了他的身份以追寻真相。塔拉潜入俄罗斯国家军事档案馆，获取关于短剑6号和“知了”计划的信息，而素妍发现朝鲜正在酝酿一场政变，她的丈夫将成为替罪羊，于是她把自己托付给了美国人，承诺会带给中央情报局情报。海恩斯为了救爱德华兹牺牲了自己，这样他就可以在不被国家视作威胁的情况下继续调查“绊脚石”。                                 |                  |                        |                                                              |                |                       |
| 9 | 首尔的庇护       | 萨利·理查森·惠特菲尔德 | 故事構思 ：戴夫·卡尔斯坦 劇本創作 ：内卡·格斯特尔            | 2019年12月10日 | 0.50                  |
| 佩特拉将本特利带回了迈斯纳在布加勒斯特的设施，她似乎策划了本特利、马西森和一名被洗脑的英国特工的逃离。迈斯纳自称他的牺牲也是计划的一部分。回到现在，素妍和答应CIA去刺杀申少校——一直在勒索她的人——以换取对她家人的保护。 艾伦·贝克被勒索为重新启动的绊脚石计划工作，而塔拉请求佩特拉帮助解除短剑六号，而她的手机上的童谣铃声暗示她也是一名“知了”。                                                                               |                  |                        |                                                              |                |                       |
| 10 | 知了契约         | 杰里米·韦伯            | 故事構思 ：戴夫·卡尔斯坦 劇本創作 ：吉尔·斯奈德              | 2019年12月17日 | 0.37                  |
| 在贝克的帮助下，“绊脚石”行动小组设法控制了核弹头。另一方面，塔拉被派去暗杀尤里·列尼奥夫失败。当爱德华兹成为“绊脚石”杀手的目标时，塔拉成功营救了他，两人一同隐匿行踪。因为有太多的杀手叛变，行动的负责人丹·莱文被尼拉·帕特尔暗杀，“绊脚石”将注意力转移到俄罗斯，因为列尼奥夫未能实现他的承诺。在哥伦比亚的道格假装杀死了目标，为自己争取一些时间来计划下一步行动，而佩特拉则寻求年迈的约翰·兰道夫·本特利的帮助，以击垮“绊脚石”。 |                  |                        |                                                              |                |                       |

## 制作

### 准备
2018年4月12日，USA电视台宣布下了试播集的订单。这一集由蒂姆·克林编剧，预计由拉敏·巴哈尼导演，他们还将与本·史密斯、杰弗里·韦纳、贾斯汀·利维和布拉德利·托马斯一起担任执行制片人。参与试播集的制作公司包括环球有线制作公司、 Captivate Entertainment和Imperative Entertainment。2018年8月16日，报道称USA电视台已经决定放弃试播集的制作，并发布了对正剧的订单。此外，报道称丹 · 弗里德金将作为执行制片人加盟该剧。

### 选角
2018年11月8日，杰里米·欧文和布莱恩·j·史密斯被宣布出演主角。2019年1月14日，报道称奥马尔·梅特瓦利、特雷西·伊费亚克尔、韩孝周、加布里埃尔·沙尼茨基和艾米莉亚·施勒参与了主演。米歇尔·福布斯、迈克尔·加斯顿和施鲁蒂·哈桑也加入了演员阵容，帕特里克·福吉特和苔丝·豪布里奇参与演出。

### 拍摄
该剧的主要拍摄工作已于2019年1月在布达佩斯开始。

## 播出
对于美国以外的地区，该剧定于2020年1月10日在上首播。